# 77. pehotna divizija (ZDA)
77. pehotna divizija (izvirno angleško 77th Infantry Division) je bila pehotna divizija Kopenske vojske ZDA.

## Zgodovina
Med prvo svetovno vojno je bila prva divizija Nacionalne vojske, ki so jo poslali v Francijo.